# Ivar Koch
Ivar Arthur Koch, född den 11 november 1869 i Håby församling, Göteborgs och Bohus län, död den 1 oktober 1940 i Uddevalla, var en svensk jurist. Han var son till Arthur Koch.
Koch avlade juris utriusque kandidatexamen 1897. Han blev fiskal i Göta hovrätt 1909, hovrättsråd där 1910, revisionssekreterare 1911, häradshövding i Gärds och Albo domsaga 1918 och i Sunnervikens domsaga 1919. Koch var ordförande i poliskollegium i Göteborgs och Bohus läns landstingsområde 1926–1933. Han blev riddare av Nordstjärneorden 1913 och kommendör av andra klassen av samma orden 1929.